# 磯山晶
磯山晶（日语：磯山 晶，1967年10月7日—），日本女電視劇製作人、電影製片、前漫畫家。東京都出身，TBS電視台旗下製作人。磯山晶曾製作一系列知名日本電視劇及電影，如《池袋西口公園》、《木更津貓眼》、《流星之絆》等劇，與《大奧》等系列電影。其中，和編劇宮藤官九郎合作的數部電視劇最為人所知。

## 經歷
磯山晶就讀大學期間，即登上篠山紀信所拍攝的「女大學生系列」刊物封面。1990年，自上智大學文學部新聞學科畢業，並進入TBS電視台，隸屬「製作一部」。其後，擔任電視劇導演的助手，但因病離職。病癒後，回到製作一部，成為知名製作人八木康夫的屬下，擔任製作助理，並首次製作內田有紀主演的電視劇《校園筆記》。
2000年，製作《池袋西口公園》引起話題，和知名編劇宮藤官九郎合作的多部電視劇如《池袋西口公園》、《曼哈頓愛情故事》、《虎與龍》、《流星之絆》等劇共獲四座日劇學院賞最佳作品。2006年3月，磯山晶獲頒2005年度「放送Woman獎」（表彰傑出的女性電視圈工作者）。
磯山晶曾以「小泉すみれ」此筆名作為漫畫家進行活動。
2024年7月，成立「a.i（エードットアイ）」，並與NETFLIX簽下五年合約。

## 個人生活
已婚，丈夫在TBS電視台工作。

## 製作作品

### 電視劇
- 校園筆記（日语：キャンパスノート）（1996年）
- 協奏曲（日语：協奏曲 (テレビドラマ)）（1996年）
- 不愉快的果實（1997年）
- Love and Eros（日语：ラブとエロス）（1998年）
- 離天國最近的男人（日语：天国に一番近い男）（1999年、2000年、2001年）
- 單身生活（1999年）
- コワイ童話「人魚姫」「親ゆび姫」（1999年）
- 悪いオンナ「占っちゃうぞ」（1999年）
- 池袋西口公園（2000年）
- 木更津貓眼（2002年）
- 讓我來拯救地球（日语：ぼくが地球を救う）（2002年）
- 曼哈頓愛情故事（2003年）
- 四谷くんと大塚くん/天才少年探偵登場の巻（2004年）
- 虎與龍（2005年）
- 吾輩是主婦（日语：吾輩は主婦である）（2006年）
- 特急田中3號（日语：特急田中3号）（2007年）
- 歌姬（日语：歌姫 (劇作品)）（2007年）
- 流星之絆（2008年）
- 小公主莎拉（2009年）
- 自戀刑警（2010年）
- 我是影子（2011年）
- 大奧【男女‧逆轉】（2012年）
- 落語研究會（日语：落語研究会 (落語会)）
- 飛翔公關室（2013年）
- 對不起青春！（2014年）
- G弦上的你和我（2019年）─ 統籌總製作
- 月薪嬌妻新春特別篇!!（2021年）
- 如果能說100萬次就好了（2023年）
- 我們離婚吧（2023年，Netflix）
- 極度不妥！（2024年）

### 電影
- 木更津貓眼日本系列（2003年）
- 木更津貓眼世界系列（2006年）
- 大奧（2010年）
- 大奧【男女‧逆轉】（2012年）
- 大奧：永遠（2012年）

## 編審
- 重版出來（2016年）
- 月薪嬌妻（2016年）
- 對不起，我愛你（2017年）
- 監獄公主（2017年） （兼任企劃）
- 你已藏在我心底（2018年）

## 漫畫出版
- 我想當製作人 プロデューサーになりたい（1）（以「小泉すみれ」名義，1995年5月2日，講談社 ワイドKC ISBN 978-4-06-176762-1）
- 我想當製作人 プロデューサーになりたい（2）（以「小泉すみれ」名義，1995年12月5日，講談社 ワイドKC ISBN 978-4-06-176786-7）
- 我想當製作人 プロデューサーになりたい（3）（以「小泉すみれ」名義，1996年8月7日，講談社 ワイドKC ISBN 978-4-06-337306-6）
- 我想當製作人 プロデューサーになりたい（4）（以「小泉すみれ」名義，1997年2月5日，講談社 ワイドKC ISBN 978-4-06-337323-3）
- 和偶像談戀愛的方法 アイドルと恋に落ちる方法 （以「小泉すみれ」名義、2000年10月，集英社、ヤングジャンプ・コミックス）
- 喜歡的女性類型是？ 好きな女性のタイプは?　（以「小泉すみれ」名義，2003年，集英社・ヤングジャンプ・コミックス）
- 我想當製作人 プロデューサーになりたい（上）（2004年8月20日，講談社 ISBN 978-4-06-364596-5）
- 我想當製作人 プロデューサーになりたい（下）（2004年8月20日，講談社 ISBN 978-4-06-364597-2）

## 獎項
- 第25回日劇學院賞最佳作品賞：《池袋西口公園》
- 第39回日劇學院賞最佳作品賞：《曼哈頓愛情故事》
- 第45回日劇學院賞最佳作品賞：《虎與龍》
- 第59回日劇學院賞最佳作品賞：《流星之絆》
- 2005年放送ウーマン賞